# Dichtefunktionaltheorie (statistische Physik)
Die klassische Dichtefunktionaltheorie (DFT, auch klassische Dichtefunktionaltheorie) ist in der statistischen Physik eine Methode, das Verhalten eines Vielteilchensystems (etwa eines Gases in einem Behälter) zu beschreiben. Die DFT ist heutzutage eine Standardtechnik in der Flüssigkeitstheorie. Im Gegensatz zur älteren quantenmechanischen Dichtefunktionaltheorie wird sie auf Vielteilchensysteme angewandt, die mit der klassischen Physik beschrieben werden.
Die klassische DFT ermöglicht es für gegebene Parameter (u. a. Temperatur und von außen vorgegebene Wechselwirkungen) die ortsabhängige Dichte dieses Systems, Korrelationsfunktionen (u. a. Radiale Verteilungsfunktion) und thermodynamische Eigenschaften (Freie Energie, Zustandsgleichung, Phasenübergänge) zu berechnen. Die Stärke der DFT liegt darin, dass sie für inhomogene Systeme (ortsabhängige Teilchendichte) anwendbar ist.
Die Theorie wurde durch Robert Evans (Universität Bristol) 1979 begründet, der das zugrundeliegende Variationsprinzip bewies, wobei er auf ein entsprechendes Prinzip bei quantenmechanischen Vielteilchensystemen bei endlicher Temperatur von N. David Mermin (1965, eine Verallgemeinerung des Hohenberg-Kohn-Theorems) zurückgriff. Die Theorie hat historische Vorläufer in klassischen Untersuchungen von Johannes Diderik van der Waals über die Flüssig-Gas-Grenzfläche (1893) und von Lars Onsager über Phasenübergänge in Flüssigkristallen (1949).

## Anwendungsgebiete
Die klassische DFT ermöglicht es thermodynamische Eigenschaften und Korrelationsfunktionen für Systeme zu berechnen, deren Translationsinvarianz und/oder Rotationsinvarianz gebrochen ist. In inhomogenen Situationen können Effekte auftreten, die es in der homogenen Phase nicht gibt. Beispiele hierfür sind:
- Einschränkende Geometrien erzeugen ein externes Potential und verändern die Struktur des Fluids und sein Phasenverhalten: Aufgrund von Packungseffekten oszilliert die Dichte in der Nähe einer Wand, während sich in größerer Entfernung die Effekte herausmitteln. An festen Substraten und Wänden kann Adsorption zu geordneten Strukturen in der Nähe der Wand führen. Dabei können makroskopisch messbare Effekte wie Benetzung, Sedimentation, oder Oberflächen-Phasenübergänge auftreten. Bei Mikrokanälen oder porösen Medien können Effekte wie Kapillarkondensation oder capillary filling auftreten.
- Grenzflächen zwischen verschiedenen koexistierenden Phasen (flüssig-gasförmig, kristallin-flüssig, flüssig-flüssig-Entmischung bei Flüssigkeitsmischungen …). Die Teilchendichte variiert stark im Gebiet der Phasengrenzfläche. Diese Variation führt zum makroskopischen Effekt der Oberflächenspannung.
- Äußere Felder, z. B. Sedimentation von suspendierten Kolloiden im Gravitationsfeld, Ausrichtung von Dipolen im elektrischen Feld (Moleküle eines Flüssigkristalls).

Auch die kristalline Phase lässt sich grundsätzlich im Rahmen der DFT behandeln, da man diese als periodische Dichte darstellen kann. Man kann also den Phasenübergang des Gefrierens berechnen.
Im Vergleich zu Simulationen (MC oder MD) ist die DFT-Lösung meist deutlich schneller zu berechnen.
Die klassische DFT ist nur im klassischen Limit anwendbar, also nicht dort, wo quantenmechanische Effekte dominieren. Ein Kriterium hierfür lautet, dass die thermische Wellenlänge viel kleiner als die mittlere nächste-Nachbar-Entfernung sein muss.

## Variationsprinzip
Das Prinzip der Dichtefunktionaltheorie beruht darauf, dass das thermodynamische Potenzial (z. B. die freie Energie {\displaystyle F} oder das großkanonische Potenzial {\displaystyle \Omega }) eines Ensembles sich als Funktional der mikroskopischen Dichte {\displaystyle \rho } schreiben lässt, also {\displaystyle F[\rho ]} bzw. {\displaystyle \Omega [\rho ]}. Dieses Funktional wird minimal bei der physikalisch realisierten Dichte {\displaystyle \rho _{0}}, der Gleichgewichtsdichte. Für das großkanonische Potential gilt also
{\displaystyle \Omega [\rho ]>\Omega [\rho _{0}]\ {\text{für}}\ \rho \neq \rho _{0}}
wobei {\displaystyle \Omega [\rho _{0}]=\Omega _{0}}. Ist das Dichtefunktional für ein gegebenes System bekannt, kann die Gleichgewichtsdichte also durch Minimieren des Funktionals gefunden werden. Die Funktionalableitung ist bei der Gleichgewichtsdichte gleich null:
{\displaystyle \left.{\frac {\delta \Omega [\rho ]}{\delta \rho ({\boldsymbol {r}})}}\right|_{\rho _{0}}=0}

### Herleitung
Im Folgenden verwendete Symbole: {\displaystyle H} die Hamiltonfunktion, {\displaystyle \mu } das chemische Potential, {\displaystyle N} die Teilchenzahl, {\displaystyle k_{\mathrm {B} }} die Boltzmannkonstante, {\displaystyle T} die Temperatur, {\displaystyle \beta =(k_{\mathrm {B} }T)^{-1}} die inverse thermische Energie, {\displaystyle Z_{\text{gk}}} die großkanonische Zustandssumme, {\displaystyle \operatorname {Tr} } die klassische Spurbildung im großkanonischen Ensemble.
Aus der Statistik des großkanonischen Ensembles ist die Gleichgewichtsdichte und das großkanonische Gleichgewichtspotential bekannt.
{\displaystyle f_{0}=Z_{\mathrm {gk} }^{-1}\exp \!\left[-\beta (H-\mu N)\right]\quad \implies \quad \Omega _{0}=-k_{\mathrm {B} }T\ \ln Z_{\text{gk}}}
Das großkanonische Potential kann man allgemein (auch für Nichtgleichgewichtszustände) als Funktional einer beliebigen Wahrscheinlichkeitsdichte {\displaystyle f} im Phasenraum schreiben:
{\displaystyle \Omega _{\text{gk}}[f]=\operatorname {Tr} \left\{f\left(H-\mu N+k_{\mathrm {B} }T\ln f\right)\right\}}
Man kann mit einer Gibbs-Ungleichung beweisen, dass die Gleichgewichtsdichte {\displaystyle f_{0}} das Funktional minimiert:
{\displaystyle \Omega _{0}=\min _{f}\Omega _{\text{gk}}[f]}
Der entscheidende Schritt ist der Übergang von einem Funktional von {\displaystyle f} zu einem Funktional von {\displaystyle \rho }. Dabei hängt {\displaystyle f} von {\displaystyle 6N} Koordinaten ab (für {\displaystyle N} Teilchen jeweils {\displaystyle 3} Impulskoordinaten {\displaystyle {\boldsymbol {p}}_{i}} und {\displaystyle 3} Ortskoordinaten {\displaystyle {\boldsymbol {r}}_{i}}) dagegen {\displaystyle \rho } nur von {\displaystyle 3} Ortskoordinaten {\displaystyle {\boldsymbol {r}}}. Der Zusammenhang ist gegeben durch: {\displaystyle \textstyle \rho ({\boldsymbol {r}})=\operatorname {Tr} \{f\sum _{i=1}^{N}\delta ({\boldsymbol {r}}-{\boldsymbol {r}}_{i})\}}.
Die Minimierung nach {\displaystyle f} kann in eine doppelte Minimierung umgeschrieben werden (Levy-Methode):
{\displaystyle \Omega _{0}=\min _{\rho }\Omega [\rho ]\quad {\text{wobei}}\quad \Omega [\rho ]=\min _{f\to \rho }\Omega _{\text{gk}}[f]}
Die innere Minimierung bedeutet, dass {\displaystyle \Omega _{\text{gk}}[f]} minimiert wird unter der Bedingung, dass ein bestimmtes {\displaystyle \rho } durch {\displaystyle f} generiert wird. Aus dieser Minimierung lässt sich jedoch im Allgemeinen kein analytischer Ausdruck für (den Exzessteil von) {\displaystyle \Omega [\rho ]} ableiten.

## Intrinsische Freie Energie
Die Hamiltonfunktion kann man aufspalten {\displaystyle H=K_{N}+\Phi _{N}+V_{N}} in kinetische Energie, interne Wechselwirkung und externe Wechselwirkung. Diese lauten:
{\displaystyle \textstyle K_{N}=\sum _{i=1}^{N}{\frac {{\boldsymbol {p}}_{i}^{2}}{2m}}\,,\quad \Phi _{N}=\sum _{i<j}^{N}\phi ({\boldsymbol {r}}_{i},{\boldsymbol {r}}_{j})\,,\quad V_{N}=\sum _{i=1}^{N}V({\boldsymbol {r}}_{i})}
Hier ist {\displaystyle \phi ({\boldsymbol {r}}_{i},{\boldsymbol {r}}_{j})} das effektive interne Potential zwischen den Flüssigkeitsteilchen und {\displaystyle V({\boldsymbol {r}}_{i})} das externe Potential.
Einsetzen und Aufspalten:
{\displaystyle \Omega [\rho ]=\underbrace {\underbrace {\overbrace {\min _{f\to \rho }\operatorname {Tr} \left\{f\left(K_{N}+k_{\mathrm {B} }T\ln f\right)\right\}} ^{{\mathcal {F}}_{\text{id}}[\rho ]}+\overbrace {\min _{f\to \rho }\operatorname {Tr} \left\{f\Phi _{N}\right\}} ^{{\mathcal {F}}_{\text{ex}}[\rho ]}} _{{\mathcal {F}}[\rho ]}+\overbrace {\min _{f\to \rho }\operatorname {Tr} \left\{fV_{N}\right\}} ^{\int \mathrm {d} {\boldsymbol {r}}\,\rho ({\boldsymbol {r}})\,V({\boldsymbol {r}})}} _{F[\rho ]}+\overbrace {\min _{f\to \rho }\operatorname {Tr} \left\{f\left(-\mu N\right)\right\}} ^{-\int \mathrm {d} {\boldsymbol {r}}\,\rho ({\boldsymbol {r}})\,\mu }}
Hierbei wurden die Funktionale freie Energie {\displaystyle F[\rho ]} und intrinsische freie Energie {\displaystyle {\mathcal {F}}[\rho ]} definiert. Man führt das intrinsische Freie-Energie-Funktional derart ein, dass es nur von internen Wechselwirkungen {\displaystyle \phi }, nicht aber von externen Wechselwirkungen {\displaystyle V} abhängt. Somit ist die analytische Form von {\displaystyle {\mathcal {F}}[\rho ]} auf alle Inhomogenitäten anwendbar, da diese von {\displaystyle V} hervorgerufen werden.
Der Zusammenhang zwischen {\displaystyle \Omega [\rho ]} und {\displaystyle {\mathcal {F}}[\rho ]} ist also gegeben durch
{\displaystyle \Omega [\rho ]={\mathcal {F}}[\rho ]-\int \mathrm {d} {\boldsymbol {r}}\,\rho ({\boldsymbol {r}})\mu _{\text{in}}({\boldsymbol {r}})}
wobei {\displaystyle \mu _{\text{in}}({\boldsymbol {r}}):=\mu -V({\boldsymbol {r}})} das intrinsische chemische Potential definiert. Dies entspricht einer Legendre-Transformation zwischen den thermodynamischen Potentialen.

### Ideal und Exzess-Funktional
Man teilt die intrinsische freie Energie in einen idealen und einen exzess Teil auf. Ersterer beschreibt den wechselwirkungsfreien Anteil (siehe ideales Gas), letzterer beschreibt die Wechselwirkungen innerhalb der Flüssigkeit.
{\displaystyle {\mathcal {F}}[\rho ]={\mathcal {F}}_{\text{id}}[\rho ]+{\mathcal {F}}_{\text{ex}}[\rho ]}
Der ideale Teil lässt sich analytisch exakt berechnen ({\displaystyle \Lambda } ist die thermische Wellenlänge):
{\displaystyle {\mathcal {F}}_{\text{id}}[\rho ]=k_{\mathrm {B} }T\int \mathrm {d} {\boldsymbol {r}}\,\rho ({\boldsymbol {r}})\left\{\ln \!\left[\Lambda ^{3}\rho ({\boldsymbol {r}})\right]-1\right\}}
Das Exzess-Funktional hängt von dem jeweiligen internen Wechselwirkungspotential {\displaystyle \phi } ab und ist im Allgemeinen unbekannt. Man definiert die direkten Korrelationsfunktionen als Funktionalableitung:
{\displaystyle c^{(n)}({\boldsymbol {r}}_{1},\ldots ,{\boldsymbol {r}}_{n},[\rho ]):=-\beta \left.{\frac {\delta ^{n}{\mathcal {F}}_{\text{ex}}[\rho ]}{\delta \rho ({\boldsymbol {r}}_{1})\ldots \delta \rho ({\boldsymbol {r}}_{n})}}\right|_{\rho }}
Für das ideale Gas ist {\displaystyle \Phi =0} und somit {\displaystyle {\mathcal {F}}_{\text{ex}}=0} und {\displaystyle c^{(n)}=0}

## Anwendung des Variationsprinzips
Für obiges Variationsprinzip gilt:
{\displaystyle 0=\left.{\frac {\delta \Omega [\rho ]}{\delta \rho ({\boldsymbol {r}})}}\right|_{\rho =\rho _{0}}=k_{\mathrm {B} }T\ \ln \!\left[\Lambda ^{3}\rho _{0}({\boldsymbol {r}})\right]-k_{\mathrm {B} }T\ c^{(1)}({\boldsymbol {r}},[\rho _{0}])-\mu _{\text{in}}({\boldsymbol {r}})}
Durch Auflösen nach der Dichte erhält man die verallgemeinerte barometrische Höhenformel
{\displaystyle \rho _{0}({\boldsymbol {r}})=\Lambda ^{-3}\exp \!\left[\beta \mu _{\text{in}}({\boldsymbol {r}})+c^{(1)}({\boldsymbol {r}},[\rho _{0}])\right]}
Zur barometrische Höhenformel des idealen Gases kommt die Funktion {\displaystyle c^{(1)}({\boldsymbol {r}})} hinzu, die also den Einfluss der Teilchenwechselwirkung auf das Dichteprofil beinhaltet. Schreibt man den Exponenten als {\displaystyle \beta \mu -\beta \left\{V({\boldsymbol {r}})-k_{\mathrm {B} }T\,c^{(1)}({\boldsymbol {r}})\right\}}, sieht man, dass das externe Potential um {\displaystyle -k_{\mathrm {B} }T\,c^{(1)}({\boldsymbol {r}})} moduliert wird.
Da {\displaystyle c^{(1)}({\boldsymbol {r}})} ein Funktional der Dichte ist, kann man die verallgemeinerte barometrische Höhenformel verwenden, um die Gleichung mittels Fixpunktiteration selbstkonsistent zu lösen.

## Näherungen für das Exzess-Funktional
Unterschiedliche Wechselwirkungen zwischen den betrachteten Teilchen (z. B. Lennard-Jones-Potential, harte Kugeln, weiche Repulsion zwischen Polymer-Knäuel) erfordern verschiedene Exzess-Funktionale. Ist jedoch für eine bestimmte (interne) Wechselwirkung ein Funktional bekannt, lassen sich damit sämtliche inhomogene Situationen (für sämtliche externe Potentiale) berechnen.
Nur für harte Stäbchen in einer Dimension lässt sich das Exzess-Funktional exakt konstruieren, für alle anderen wechselwirkenden Systeme müssen geeignete Approximationen verwendet werden. Somit liegt das zentrale Problem der DFT in der Beschaffung einer geeigneten Näherung für dieses Funktional. Die Funktionalentwicklung ausgehend von mikroskopischen Eigenschaften (von einer effektiven Hamiltonfunktion) erfordert viel Erfahrung. Es gibt jedoch einige Standardfunktionale, die sehr vielseitig einsetzbar sind.
Häufig verwendete Näherungen sind:
- Lokale Dichtenäherung (Local Density Approximation, LDA)
- Molekularfeldnäherung (Mean Field Approximation, MFA bzw. Random Phase Approximation, RPA)
- Gewichtete Dichtenäherung (Weighted Density Approximation, WDA)
- Rosenfeld-Funktionale (Fundamental measure theory, FMT)

## Dynamische Dichtefunktionaltheorie
Neben der DFT, die Gleichgewichtszustände betrachtet, gibt es für Nichtgleichgewichtszustände auch die DDFT (dynamische DFT), mit der man die zeitliche Entwicklung eines Systems berechnen kann (z. B. kolloidale Suspensionen, die der Brownschen Bewegung unterliegen).
In der DDFT gehorcht die Zeitentwicklung der Dichte  {\displaystyle \rho ({\boldsymbol {r}},t)} der Formel
{\displaystyle {\frac {\partial \rho }{\partial t}}=\Gamma \nabla \cdot \left(\rho \nabla {\frac {\delta F}{\delta \rho }}\right)}
mit der Mobilität {\displaystyle \Gamma } und der freien Energie {\displaystyle F}. Die Bewegungsgleichung der DDFT lässt sich über die sogenannte adiabatische Näherung aus den mikroskopischen Bewegungsgleichungen eines kolloidalen Systems (Langevin-Gleichungen bzw. Smoluchowski-Gleichung) herleiten. Die adiabatische Näherung entspricht der Annahme, dass die Zweiteilchenverteilungsfunktion in einem Nichtgleichgewichtssystem identisch ist mit der in einem Gleichgewichtssystem mit derselben Dichte. Dies ermöglicht die Herleitung einer geschlossenen Bewegungsgleichung für die Dichte {\displaystyle \rho ({\boldsymbol {r}},t)}. Für ein System aus nichtwechselwirkenden Teilchen (Exzess-Funktional verschwindet) geht die DDFT-Gleichung in die Diffusionsgleichung über.